# Парусне (Калінінградська область)
Парусне (рос. Парусное) — селище Балтійського району, Калінінградської області Росії. Входить до складу Дивного сільського поселення.
Населення — 124 особи (2015 рік).

## Населення
| 2002 | 2010 |
| ---- | ---- |
| 105  | ↗124 |